# Riu Klickitat
El Klickitat és un afluent del Columbia, d'unes 96 milles (154 km) de llargada, al centre-sud de Washington (EUA). Drena una altiplà a la banda oriental de Cascade Range al nord-est de Portland, Oregon. Abasta una conca hidrogràfica de 3.500 km². El 1986 10 milles (16 km) del riu foren designades Wild and Scenic des de la confluència amb Wheeler Creek, prop del poble de Pitt, fins a la confluència amb el riu Columbia.
El Klickitat neix als cims de les Cascades prop de Gilbert Peak, al nord-oest del comtat de Yakima, en un racó remot de la reserva índia Yakama. Davalla cap al sud-est, i després cap al sud a travessant l'altiplà Lincoln. Entra al nord del comtat de Klickitat i serpenteja cap al sud travessant canyons escarpats. Conflueix amb un cabal mitjà de 44,5 m3/s amb el Columbia al nord a Lyle, a unes 10 milles (16 km) al nord-nord-oest de The Dalles, Oregon. La ruta estatal 142 ressegueix les 15 milles (24 km) del seu curs. A la seva desembocadura el riu té un viaducte per a la ruta estatal 14.